# Одељење за етнологију и антропологију Филозофског факултета Универзитета у Београду
Одељење за етнологију и антропологију је једно од десет одељења у саставу Филозофског факултета Универзитета у Београду. Делокруг просветног и научног рада одељења обухвата етнологију и антропологију. Под садашњим називом одељење постоји од 1990. године, а развило се из старијег Семинара за етнологију, који је основан 1906. године и првобитне Катедре за етнологију, која је основана 1881. године, која је настала увођењем етнологије у наставу на тадашњој Великој школи. Одељење се налази у здању Филозофског факултета у Брограду (Чика Љубина бр. 18-20).

## Историјат катедре за етнологију и антропологију
Одељење за етнологију и антропологију 2006. године, обележило је тачно 125 година од увођења етнологије у наставу на Високој школи и 100 година од оснивања Етнолошког семинара на Филозофском факултету. 1990. године одељење добија свој данашњи назив Одељење за етнологију и антропологију, административно обележивши значајне теоријско-методолошке промене које су дисциплину из традиционално оријентисаног проучавања искључиво националне културе трансформисале у савремену социо-културну анализу друштвене стварности и културне разноврсности на националном, регионалном и глобалном нивоу. Због специфичне интердисциплинарне отворености и унутардисциплинарне повезаности антропологије, наставници, сарадници и истраживачи раде на темама као што су култура и живот савременог човека, популарна култура (филм, телевизија, популарна музика, књижевност), културни идентитети, миграције. савременост, модерност, урбаност, политичка и културна транзиција, материјална и нематеријална културна баштина, глобализација, нови религијски покрети и друго.

## Библиотека
Библиотека Одељења за етнологију и антропологију, је основана почетком 20. века, једна је од најстаријих семинарских библиотека. За време Другог светског рата 1944. године, заједно са Библиотеком Семинара за историју и уметност библиотека је потпуно изгорела у пожару који је избио у згради данашњег Филолошког факултета. Након завршетка Другог светског рата библиотека је била обновљена. Специјализована је, пре свега, за етнологију и културну антропологију, али такође садржи и литературу која се односи на друге друштвене науке. Данас, библиотека одељења за етнологију и антропологију налази се на петом спрату Филозофског факултета. Читаоница има 30 места.

### Фондови и каталози
Фонд библиотеке састоји се од око 30.000 књига и часописа. У његовом саставу, такође се налазе и легати – поклоњене библиотеке професора етнологије Јована Ердељановића, Ђурђице Петровић и Душана Бандића. Посебан део књижног фонда чине дипломски радови, магистарске тезе, докторске дисертације, а однедавно и видеокасете и компакт дискови. Путем Виртуелне библиотеке Србије (COBISS) могуће је електронско претраживање свих монографских публикација издати након 2000. године. Фонд се претражује преко лисног азбучног каталога.

## Клуб Студената (КСЕА)
Априла 2011. године на Филозофском факултету Универзитета у Београду настаје Клуб Студената Етнологије и Антропологије (КСЕА), као невладина непрофитна струковна организација студената етнологије и антропологије. Од свог оснивања КСЕА се афирмише у домену алтернативне едукације, нестављајући фокус само на струковне проблеме, већ и на проблеме од ширег друштвеног интереса. Средство којим се ово постиже јесу ваннаставне активности: теренске експедиције, предавања, курсеви, међународни семинари, трибине, дебате, повезивање са различитим организацијама, издаваштво. КСЕА подстиче студенте етнологије и антропологије на креирање пројеката у домену науке, развој теренске праксе и тежи да одржава сарадњу са колегама са других факултета у држави Србији и у Европи.

### Основни циљеви и задаци КСЕА су:
1. побољшање квалитета студија на студијској групи за етнологију и антропологију на Филозофском факултету у Београду
2. залагање за бољу информисаност студената о актуелним антрополошким и етнолошким проблемима
3. организовање теренске активности
4. публиковање часописа
5. организовање научних трибина и семинара
6. покретање радионица у домену визуелне антропологије, као и снимања филмова у тој области
7. помоћ у реализацији самосталних пројеката и афирмацији студената
8. успостављање стручне међународне сарадње
9. сарадња са другим студентским организацијама [3]

## Институт за етнологију и антропологију
Институт за етнологију и антропологију (ИЕА) под именом Центар за етнолошка истраживањаоснива оснива се 1987. године  , као део тадашњег Одељења за етнологију Филозофског факултета и представља најмлађу етнолошко-антрополошку институцију у Србији. Променом имена Одељења у оно које важи и данас, добија име Центар за етнолошка и антрополошка истраживања, а од 1990. године води се као посебна факултетска научна јединица. Своје садашње име добија 2010. године. Институтом су управљали професори Одељења за етнологију и антропологију др Никола Павковић, др Бранко Ћупурдија, др Бојан Жикић, др Милош Миленковић и др Иван Ковачевић. Садашњи управник Института јесте проф. др Драгана Антонијевић, а секретар Института је др Младен Стајић, научни сарадник.